# Daniel Eskibel
Daniel Eskibel (San Carlos, Uruguay, 1959) es un psicólogo, profesor, consultor político y escritor uruguayo. A lo largo de su carrera profesional ha aplicado herramientas de la psicología y del psicoanálisis a la práctica de la comunicación política y electoral.

## Carrera profesional
En 1982 Eskibel se graduó en psicología en la Universidad de la República. Luego ejerció como psicólogo clínico e hizo estudios de posgrado en psicología social y de la comunicación.
A partir de 1998 comenzó a trabajar como consultor para campañas electorales, partidos políticos, empresas y gobiernos. Su especialidad ha sido la construcción de perfiles psicológicos de los votantes, de los candidatos y de sus rivales, aportando desde ese ángulo a la comunicación y a la estrategia.
Entre 2007 y 2018 fue profesor y coordinador internacional del Máster en Asesoramiento de Imagen y Consultoría Política (primero en la Universidad Pontificia de Salamanca y luego en la Universidad Camilo José Cela de Madrid).
En 2019 y 2020 creó y dirigió el Curso de Experto en Psicología Política de la Universidad Camilo José Cela.
Entre sus aportes profesionales se incluyen temas como los mecanismos mentales de procesamiento de la información política, los modelos de decisión de voto, el rol del psicólogo en una campaña electoral, y la segmentación de los votantes según su personalidad.
Uno de sus planteamientos centrales es la tesis de que el voto está determinado principalmente de manera afectiva y es mucho menos racional que lo que muchos esperan. De este modo, Eskibel explica por qué ocurre a veces que un perfecto inepto resulta favorecido y elegido con gran votación en las elecciones. El voto se decidiría, según este autor,  de manera más emocional que intelectual y el inepto logra abrirse paso en política porque lo que calibra el votante no es su aptitud, sino sus afectos. 
Está considerado como uno de los 100 profesionales de la política más influyentes del mundo y en 2016 su blog, Maquiavelo & Freud, fue premiado en Washington D. C. con el Napolitan Victory Award como mejor blog político del año por su impacto educativo.

## Membresía
Es miembro de la Asociación Latinoamericana de Consultores Políticos (ALACOP), de la American Association of Political Consultants, de la Asociación de Comunicación Política y de la International Society of Political Psychology.

## Publicaciones
Es autor de más de 450 artículos y 23 libros, entre los que destacan
- Eskibel, D. (1995). Malestar en la escuela. Editorial Roca Viva.
- Eskibel, D. (1997). Tabaré Vázquez, seductor de multitudes. Editorial Fin de Siglo.
- Eskibel, D. (1997). Sanguinetti : sexo, sombreros y silencio. Fin de Siglo.
- Eskibel, D. (1999). Políticos. Fin de Siglo.
- Eskibel, D. (2010). Los modelos de decisión de voto. Les Cahiers de psychologie politique, (17), E01-E01.
- Eskibel, D. (2011). Mecanismos mentales de procesamiento de la información política. Comunicación y pluralismo, (10), 11-24.
- Eskibel, D. (2013). La teoría de las ventanas rotas. Foro de seguridad.
- Eskibel, D. (2016). Cómo aplicar la psicología a tu comunicación política. Más poder local, (26), 28-29.
- Eskibel, D. (2018). Psicología y comunicación política. La revista de Acop (31), 05-11.
- Eskibel, D. (2023). Cómo usar la psicología para lograr poder político. Almuzara.